# Cratere Leuschner
Leuschner è un cratere lunare di 50,14 km situato nella parte nord-orientale della faccia nascosta della Luna.
Il cratere è dedicato all'astronomo statunitense Armin Otto Leuschner.

## Crateri correlati
Alcuni crateri minori situati in prossimità di Leuschner sono convenzionalmente identificati, sulle mappe lunari, attraverso una lettera associata al nome.
| Leuschner | Coordinate            | Diametro (in km) |
| --------- | --------------------- | ---------------- |
| L         | 1°11′24″S 109°10′48″W | 18,49            |
| Z         | 5°14′24″N 109°33′36″W | 17,45            |